# Lorentz Lorck (søofficer)
 Der er flere personer med dette navn, se Lorentz Lorck.
Lorentz Lorck (16. februar 1781 – 20. juni 1820 på St. Croix) var en dansk søofficer.
Han var søn af konsul i Memel Lorentz Lorck (7. august 1743 – 22. februar 1805) og Cathrine Elisabeth f. Rordanz (12. april 1752 – 31. august 1831), blev sekondløjtnant i Marinen 1800, premierløjtnant 1807, kaptajnløjtnant 1815. Som ganske ung officer førte Lorck en ostindiefarer, 1801 var han chef for et patruljefartøj på Elben og 1804-05 ansat ved karantænen ved Tønning. 1809 ansattes han som chef for roflotillen ved Rørvig, det påfølgende år havde han en lignende kommando ved Kalundborg og fra 1811-13 ved Helsingør. Lorck, der var en særdeles driftig og modig officer, gjorde sig navnlig her meget bemærket ved sine angreb på fjendtlige konvojer og kampe med de svenske kanonbåde. Frederik VI havde megen tillid til hans konduite. Efter krigens slutning rejste Lorck til Norge, lod sig senere stille à la suite og døde 20. juni 1820 på St. Croix. 1805 blev han gift med Mariane Elisabeth Bech (8. maj 1785 – 28. januar 1822). I ægteskabet blev sønnene  Lorents, Jørgen Henrik og Carl Berendt Lorck født.